# Centaurea riaeana
Centaurea riaeana là một loài thực vật có hoa trong họ Cúc. Loài này được (Rchb.f.) Sennen mô tả khoa học đầu tiên năm 1936.